# Chiesa di Santa Verena
La chiesa di Santa Verena è una chiesa cattolica situata presso la località di Pietrarossa (Rotwand) nel comune di Renon, in provincia di Bolzano; è sussidiaria della parrocchiale di Santa Ottilia di Longostagno e fa parte della diocesi di Bolzano-Bressanone.

## Storia

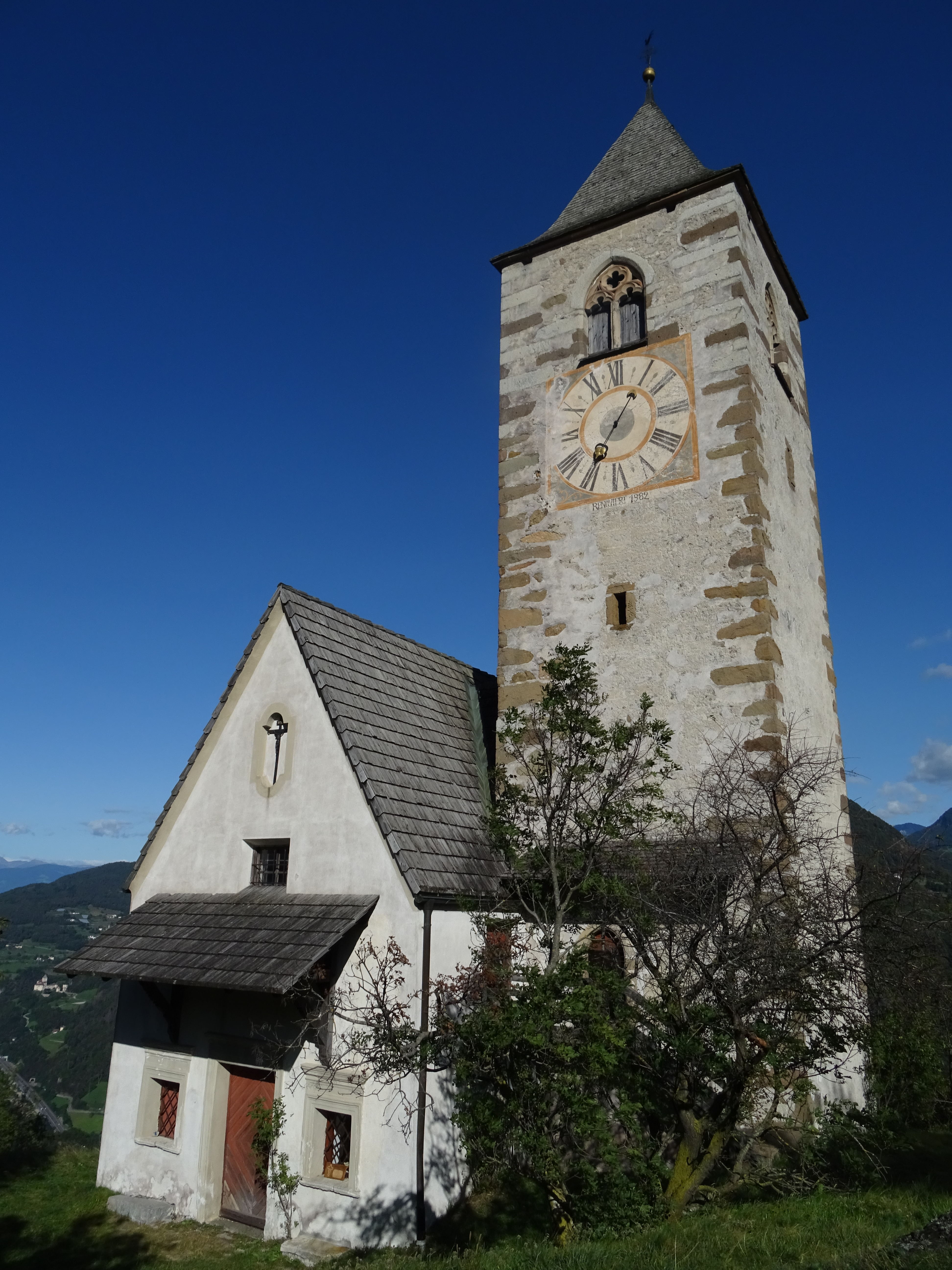
Facciata e campanile

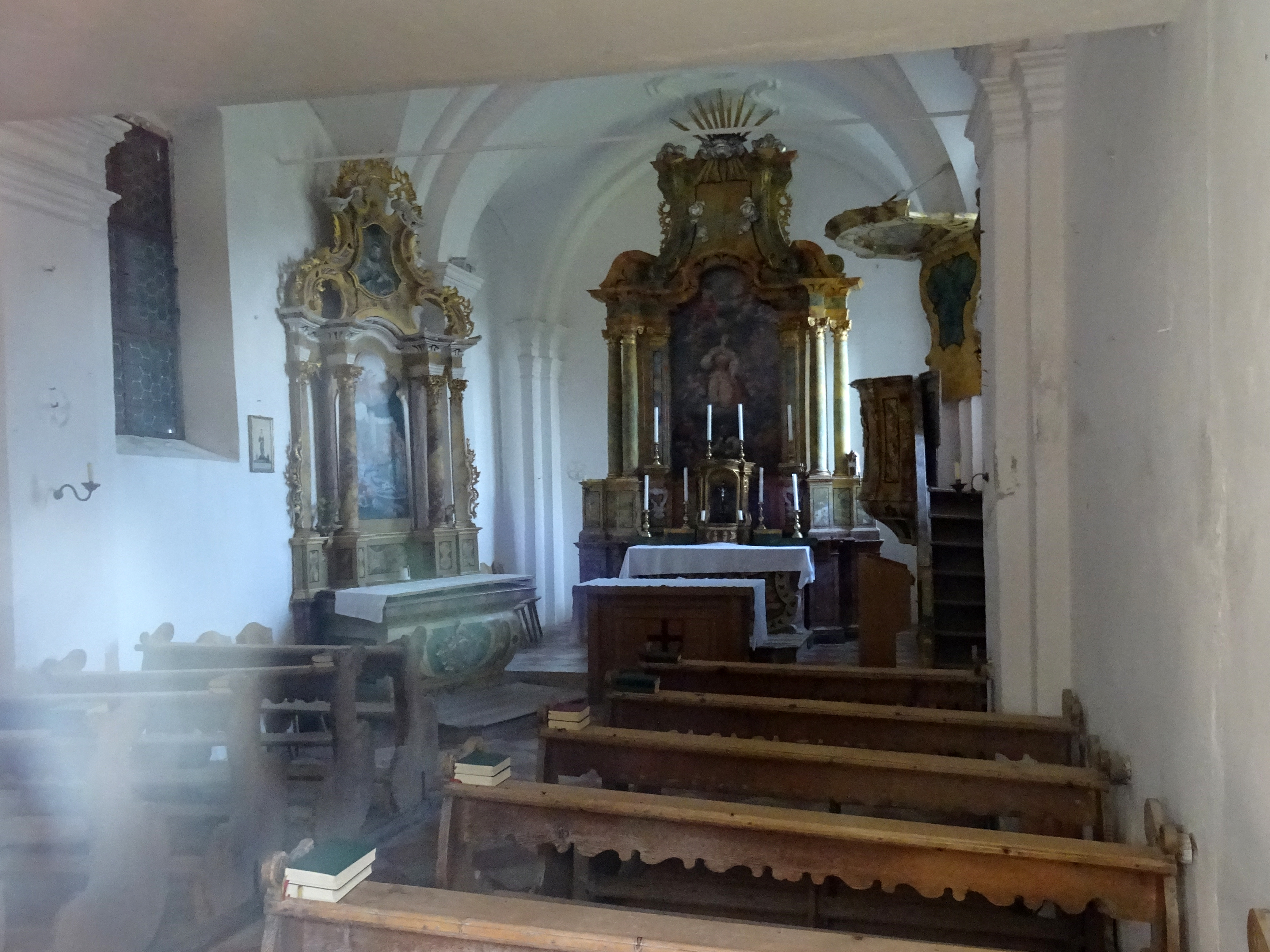
Interno

La chiesa venne costruita nel corso del Duecento, entro il 1256, anno della prima citazione documentale giunta sino a noi. Del primigenio edificio non resta nulla: il campanile attuale venne eretto verso il 1400, mentre la chiesa venne ricostruita una prima volta in stile tardogotico intorno al 1460, e poi di nuovo nel Seicento o a inizio Settecento, riutilizzando in parte le murature esistenti.

## Descrizione

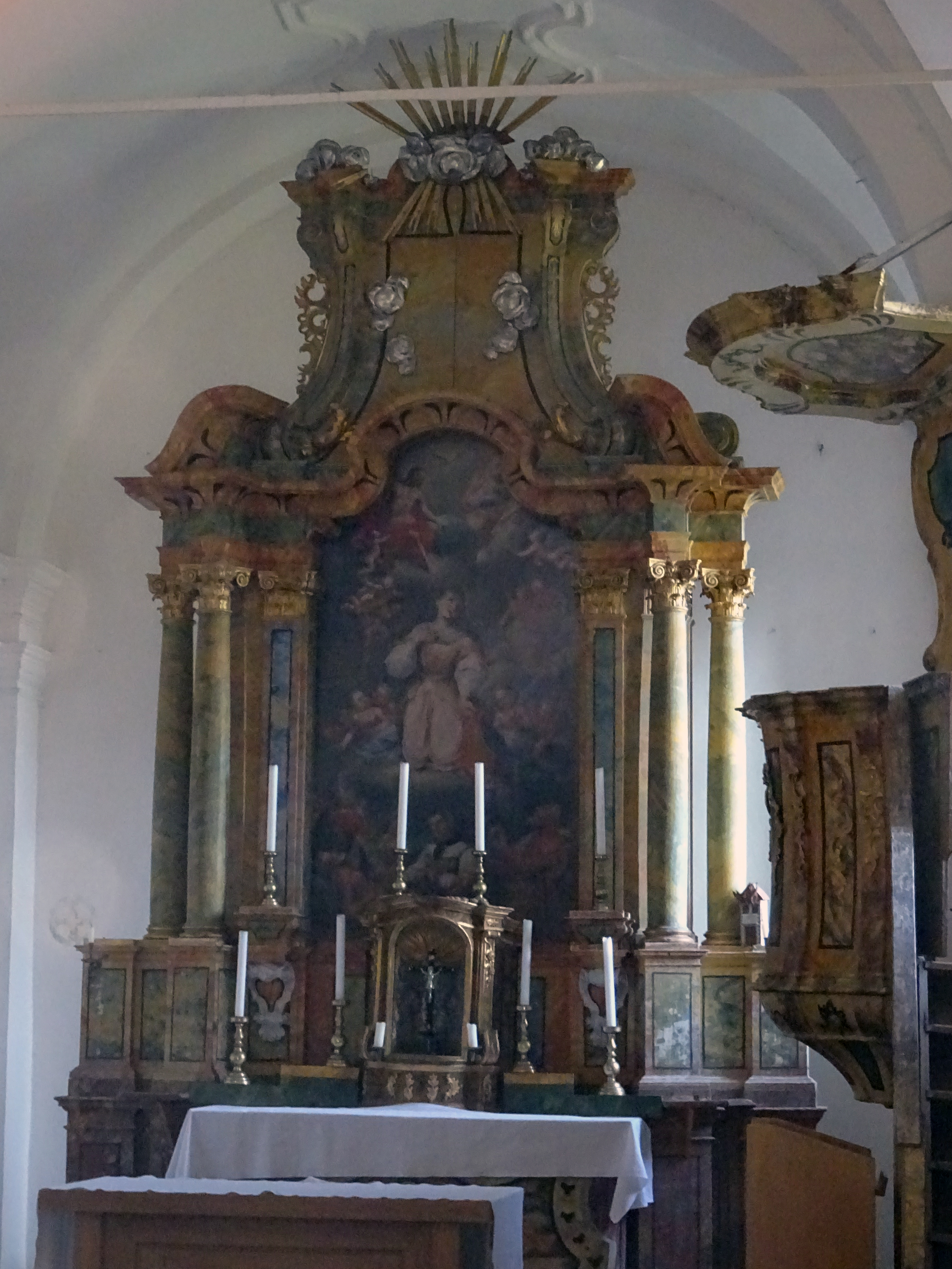
Altare

### Esterno
La chiesa, posta su un'altura che fu sito di un castelliere preistorico, si trova a quindici minuti a piedi da Pietrarossa, l'ultimo insediamento del comune di Renon lungo la strada per Barbiano; è l'unica chiesa dedicata a santa Verena in tutto il Tirolo.
L'edificio si presenta con facciata a capanna, con una tettoia in legno a riparare il portale e due finestrelle quadrangolari, tutti con cornici in pietra; un'altra finestrella si apre appena sopra alla tettoia, in centro, e più in alto una nicchia mistilinea ospita un crocifisso. Una finestra rettangolare illumina la chiesa dal fianco sinistro, mentre sul lato destro una scala esterna in legno consente l'accesso alla cantoria e al campanile. 
Il campanile è una massiccia torre a base quadrata, con feritoie e orologio; la cella campanaria è illuminata da bifore archiacute, decorate a traforo, ed è sormontata da un cuspide piramidale; esso contiene quattro campane: la "Grande" (fusa da Hans Seelos nel 1506), la "Piccola" (fusa nel 1931 da Mazolla), la "Seconda" (la minore per dimensioni, quattrocentesca) e la "Terza" (fusa nel 1601 da Johann Reichart).

### Interno
L'interno è a navata unica, voltata a botte e conclusa da un'abside rettangolare.
L'arredo della chiesa è in gran parte settecentesco: l'altare maggiore è un'opera barocca in finto marmo, realizzata nel 1740 da Georg Mayr il Giovane; era ornato dalle statue di due santi vescovi e dei santi Paolo e Barbara, che sono state rubate. La pala d'altare rappresenta santa Verena in gloria, con i poveri ai suoi piedi: è stata dipinta da Johann Ulrich Glantschnigg nel 1730 (o, secondo altre fonti, da Simon Ybertracher). L'altare laterale (con pala raffigurante la strage degli innocenti) e il pulpito sono un po' più tardi, databili 1770 circa, mentre l'organo è del 1850, fabbricato da Franz Reinisch.
Nella chiesa si conserva anche un interessante ex voto del 1601, raffigurante un'Annunciazione in hortus conclusus, con Maria che tiene in grembo un unicorno, simbolo della verginità.